# Ishëm (fiume)
L'Ishëm è un fiume dell'Albania centrale. È parte di un corso d'acqua (Tiranë-Gjole-Ishëm) che misura 79 km, ma solo il terzo inferiore è chiamato Ishëm. La denominazione di Ishëm parte della confluenza dei fiumi Gjole e Zezë, a qualche chilometro a nord-ovest di Fushë Krujë. Sfocia nel mare Adriatico, vicino alla città di Ishëm.